# Кулаковичі Перші
Кулаковичі Перші (або Околоколовичі, Колоколовичі, Колоковичі, пол. Kułakowice Pierwsze) — село в Польщі, у гміні Грубешів Грубешівського повіту Люблінського воєводства.

## Історія

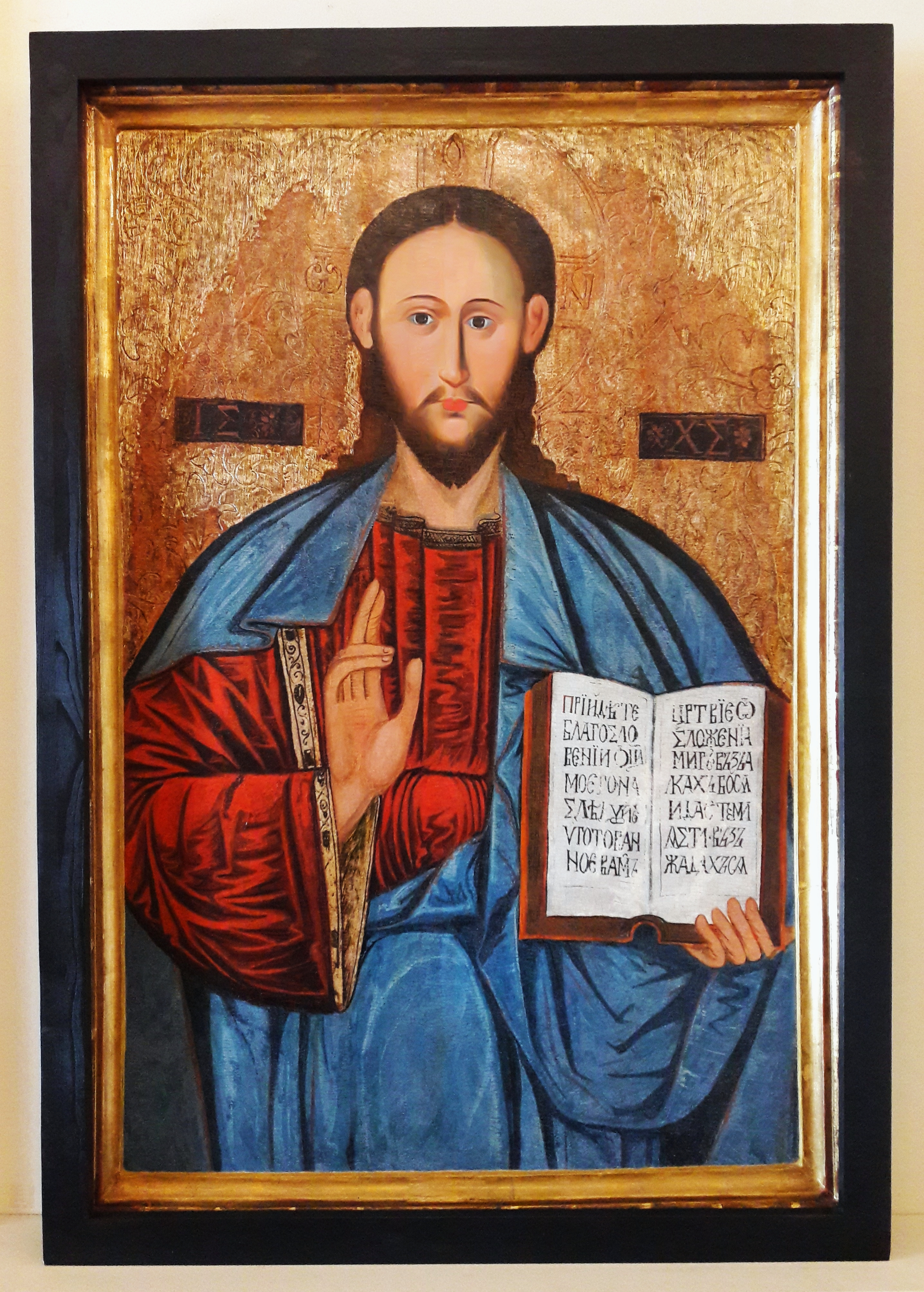
Ікона з 18 ст., Ісуса Пантократора з церкви с. Кулаковичі, Грубешівський повіт, Холмщина.

1564 року вперше згадується православна церква в Кулаковичах.
За даними етнографічної експедиції 1869—1870 років під керівництвом Павла Чубинського, у селі проживали греко-католики, які розмовляли українською мовою.
У липні-серпні 1938 року польська влада в рамках великої акції руйнування українських храмів на Холмщині і Підляшші знищила місцеву православну церкву.
Під час проведення операції «Вісла» в період 20-25 червня 1947 року з Кулаковичах Перших було вивезено на «землі відзискані» (Вармінсько-Мазурське воєводство, Західнопоморське воєводство) 2 людей, залишилося 270 людей національності польської, а також залишилося 7 українців з мішаних родин.
У 1975—1998 роках село належало до Замойського воєводства.